# Holmtjärngruvan

Holmtjärngruvan i Norsjö kommun var den första gruvan i Skelleftefältet. Malmen upptäcktes 1924 och bröts under ett par år. Brytningen återupptogs 1983 men nedlades igen 1992, varefter gruvområdet återställdes.

## Historia

### Upptäckt och brytning
År 1924 upptäckte geologen Fritz Kautsky vid Centralgruppens Emissions AB, föregångare till Boliden AB, en förekomst av arsenikkis vid Holmtjärnen norr om Granbergsliden. Malmen visade sig innehålla höga halter av guld och silver. Brytningen påbörjades samma år och fortsatte under 1925, men därefter ansågs malmen vara slut. Totalt bröts 366 ton malm. Även om förekomsten var liten kom den att få stor betydelse genom att den stimulerade till fortsatt malmletning i området.

### Återupptagen brytning
Brytningen i Holmtjärngruvan återupptogs 1983 men nedlades igen 1992. Under arbetet med att återställa gruvområdet visade det sig att gråbergsupplaget innehöll relativt höga halter guld. Det transporterades därför till anrikningsverket i Boliden där guldet lakades ur.